# Atletica leggera ai Giochi della XXII Olimpiade - Marcia 50 km

Video della gara

La prova di marcia 50 km ha fatto parte del programma maschile di atletica leggera ai Giochi della XXII Olimpiade. La competizione si è svolta il 30 luglio 1980 nella città di Mosca, con arrivo nello Stadio olimpico.

## Presenze ed assenze dei campioni in carica
| Competizione         | Atleta             | Prestazione        | Mosca 1980         |                    |
| -------------------- | ------------------ | ------------------ | ------------------ | ------------------ |
| Olimpiadi 1976       | Gara non disputata | Gara non disputata | Gara non disputata | Gara non disputata |
| Europei 1978         | Jorge Llopart      | 3h53'29"9          | Presente           |                    |
| Panamericani 1979    | Raúl González      | 4h05'17"           | Presente           |                    |
| Coppa del mondo 1979 | Martín Bermúdez    | 3h43'36"           | Presente           |                    |

## Ordine d’arrivo
| Pos.    | Atleta                | Nazione          | Tempo       |
| ------- | --------------------- | ---------------- | ----------- |
| Oro     | Hartwig Gauder        | Germania Est     | 3 h 49' 24" |
| Argento | Jorge Llopart         | Spagna           | 3 h 51' 25" |
| Bronzo  | Evgenij Ivčenko       | Unione Sovietica | 3 h 56' 32" |
| 4       | Bengt Simonsen        | Svezia           | 3 h 57' 08" |
| 5       | Vyacheslav Fursov     | Unione Sovietica | 3 h 58' 32" |
| 6       | José Marín            | Spagna           | 4 h 03' 08" |
| 7       | Stanisław Rola        | Polonia          | 4 h 07' 07" |
| 8       | Willi Sawall          | Australia        | 4 h 08' 25" |
| 9       | László Sátor          | Ungheria         | 4 h 10' 53" |
| 10      | Pavol Blažek          | Cecoslovacchia   | 4 h 16' 26" |
| 11      | Ian Richards          | Gran Bretagna    | 4 h 22' 57" |
| 12      | Aristidis Karageorgos | Grecia           | 4 h 24' 36" |
| 13      | Juraj Benčík          | Cecoslovacchia   | 4 h 27' 39" |
| 14      | Enrique Peña          | Colombia         | 4 h 29' 27" |
| 15      | Ernesto Alfaro        | Colombia         | 4 h 46' 28" |
| -       | Bo Gustafsson         | Svezia           | Rit.        |
| -       | Bohdan Bułakowski     | Polonia          | Rit.        |
| -       | Daniel Bautista       | Messico          | Rit.        |
| -       | David Smith           | Australia        | Rit.        |
| -       | Gérard Lelièvre       | Francia          | Rit.        |
| -       | Martín Bermúdez       | Messico          | Rit.        |
| -       | Raúl González         | Messico          | Rit.        |
| -       | Reima Salonen         | Finlandia        | Rit.        |
| -       | Boris Jakovlev        | Unione Sovietica | Squal.      |
| -       | Dietmar Meisch        | Germania Est     | Squal.      |
| -       | Jaromír Vaňous        | Cecoslovacchia   | Squal.      |
| -       | Uwe Dünkel            | Germania Est     | Squal.      |